# Saturnia postrosacea
Saturnia postrosacea är en fjärilsart som beskrevs av Felix Bryk 1948. Saturnia postrosacea ingår i släktet Saturnia och familjen påfågelsspinnare. Inga underarter finns listade.